# Campionati europei di pentathlon moderno 2018
I campionati europei di pentathlon moderno 2018 sono stati la 27ª edizione della competizione. Si sono svolti dal 17 al 23 luglio 2018 a Székesfehérvár, in Ungheria.

## Medagliere
| Pos.   | Paese         | Oro | Argento | Bronzo | Totale |
| ------ | ------------- | --- | ------- | ------ | ------ |
| 1      | Francia       | 5   | 0       | 1      | 6      |
| 2      | Ungheria      | 1   | 2       | 2      | 5      |
| 3      | Bielorussia   | 1   | 0       | 0      | 1      |
| 4      | Irlanda       | 0   | 2       | 0      | 2      |
| 5      | Gran Bretagna | 0   | 1       | 1      | 2      |
| 6      | Italia        | 0   | 1       | 0      | 1      |
| 6      | Germania      | 0   | 1       | 0      | 1      |
| 8      | Russia        | 0   | 0       | 1      | 1      |
| 8      | Lettonia      | 0   | 0       | 1      | 1      |
| 8      | Ucraina       | 0   | 0       | 1      | 1      |
| Totale | Totale        | 7   | 7       | 7      | 21     |

## Podi

### Maschili
| Evento      | Oro                                                       | Punteggio | Argento                                          | Punteggio | Bronzo                                                | Punteggio |
| Individuale | Valentin Prades                                           | 1484      | Ádám Marosi                                      | 1482      | Joseph Choong                                         | 1468      |
| A squadre   | Francia Valentin Prades Christopher Patte Valentin Belaud | 4367      | Ungheria Gergely Regős Bence Demeter Ádám Marosi | 4325      | Ucraina Pavlo Tymoščenko Yuriy Fedechko Denys Pavlyuk | 4309      |
| Staffetta   | Francia Simon Casse Brice Loubet                          | 1476      | Germania Marvin Dogue Matthias Sandten           | 1471      | Lettonia Pāvels Švecovs Ruslans Nakoņečnijs           | 1458      |

### Femminili
| Evento      | Oro                                                       | Punteggio | Argento                                         | Punteggio | Bronzo                                            | Punteggio |
| Individuale | Marie Oteiza                                              | 1366      | Kate French                                     | 1357      | Sarolta Kovács                                    | 1347      |
| A squadre   | Ungheria Sarolta Kovács Zsófia Földházi Tamara Alekszejev | 4026      | Irlanda Natalya Coyle Sive Brassil Eilidh Prise | 3975      | Francia Marie Oteiza Julie Belhamri Manon Barbaza | 3969      |
| Staffetta   | Bielorussia Wolha Silkina Irina Prasiantsova              | 1372      | Irlanda Kate Coleman Lenehan Eilidh Prise       | 1371      | Russia Yekaterina Juraskina Svetlana Lebedeva     | 1371      |

### Misti
| Evento    | Oro                                  | Punteggio | Argento                                    | Punteggio | Bronzo                                | Punteggio |
| Staffetta | Francia Marie Oteiza Valentin Prades | 1462      | Italia Alessandra Frezza Valerio Grasselli | 1451      | Ungheria Sarolta Kovács Bence Demeter | 1443      |